# Javier Marín-López
Javier Marín-López (Úbeda - Jaén, 11 de julio de 1977) es un musicólogo español, dedicado a la investigación y divulgación del patrimonio histórico-musical iberoamericano, a partir de metodologías contemporáneas y de recursos digitales, responsable de la publicación de trabajos relacionados con el conocimiento, edición e interpretación de ese mismo patrimonio. Es profesor de la Universidad de Jaén y director general y artístico del Festival de Música Antigua de Úbeda y Baeza, especializado en la difusión de obras antiguas españolas e hispanoamericanas, encuentros de investigadores sobre este tema y la publicación de sus trabajos.

## Trayectoria
Estudió música en los Conservatorios de Úbeda, Jaén y Granada, y musicología en esta última ciudad, llegando a ser Licenciado en Historia y Ciencias de la Música por la Universidad de Granada (1999), Diplomado en Estudios Avanzados y Suficiencia Investigadora por la Universidad de Granada (2001), doctor en Musicología por la Universidad de Granada (2007), con una tesis doctoral sobre las relaciones musicales entre España y el Nuevo Mundo a través de la Catedral de México durante la época colonial (recibiendo, por este trabajo, el Premio Extraordinario de Doctorado) y Máster en Dirección y Gestión de Industrias Culturales y Creativas por la Universidad Europea Miguel de Cervantes (2017).
Es Catedrático en la Universidad de Jaén, donde ocupa el cargo de Coordinador del Área de Música y forma parte del grupo de investigación "Música y estudios culturales" (HUM-942), integrando programas de Máster y Doctorado en España y en instituciones internacionales.

## Producción

### Eventos científicos
Dirige el Festival de Música Antigua de Úbeda y Baeza, destinado a difundir los resultados recientes de la investigación del patrimonio musical español e hispanoamericano, y a través del cual fomenta la colaboración entre musicólogos, investigadores y músicos, lo que se traduce en publicaciones musicológicas y en primeras grabaciones mundiales de composiciones inéditas. Además de su participación en congresos, principalmente en España y México, ha presentado su investigación en alrededor de veinte países de Europa y América Latina.

### Investigación musicológica
Marín-López ha centrado su investigación en el campo de la música colonial hispanoamericana, así como en los procesos de intercambio trasatlántico entre la península ibérica e Hispanoamérica en el más amplio contexto de la historia global de la música. Realizó estancias de investigación en México (Universidad Veracruzana de Xalapa y CENIDIM - Centro Nacional de Investigación, Documentación e Información Musical “Carlos Chávez” en la Ciudad de México) y, como investigador visitante, en las ciudades de Cambridge (Universidad de Cambridge, Facultad de Música, 2006), Dublín (Trinity College, 2008), Chicago (Northwestern University, 2010) y Lisboa (CESEM-FCSH, Universidade Nova de Lisboa, 2016).

### Financiación
Ha recibido financiación de las Consejerías de Cultura, Economía y Conocimiento de la Junta de Andalucía, de los Ministerios de Educación, Asuntos Exteriores e Innovación de España, de la Secretaría de Relaciones Exteriores de México y de la Fundación Caja Madrid (Fundación Montemadrid).

### Edición de música
Colabora con agrupaciones internacionales de música antigua, asesorando y editando obras inéditas del patrimonio musical iberoamericano. Con el musicólogo estadounidense Drew Edward Davies, lanzó, en 2019, la colección bilingüe Ignacio Jerusalem (1707–1769): Obras Selectas - Selected Works, una serie continua de ediciones críticas orientadas a la interpretación, publicada por Dairea Ediciones, de Madrid.

### Colaboración con plataformas digitales
Es el responsable de los contenidos latinoamericanos de la plataforma digital Books of Hispanic Polyphony. A Catalogue of Books of Spanish and New World Polyphony in Context [ISSN: 2565-1579], fundada y dirigida por Emilio Ros-Fábregas en el Consejo Superior de Investigaciones Científicas, Institución Milá y Fontanals de investigación en Humanidades, Barcelona. Además, una selección de sus ediciones musicales está disponible en la plataforma International Music Score Library Project (IMSLP) / Petrucci Music Library, defendiendo la difusión digital como una necesidad fundamental de la contemporaneidad, lo que trata en el artículo Musicología digital y América Latina: rectas y modelos para una nueva cartografía del saber musicológico, 2020.

### Los libros de polifonía de la Catedral de México

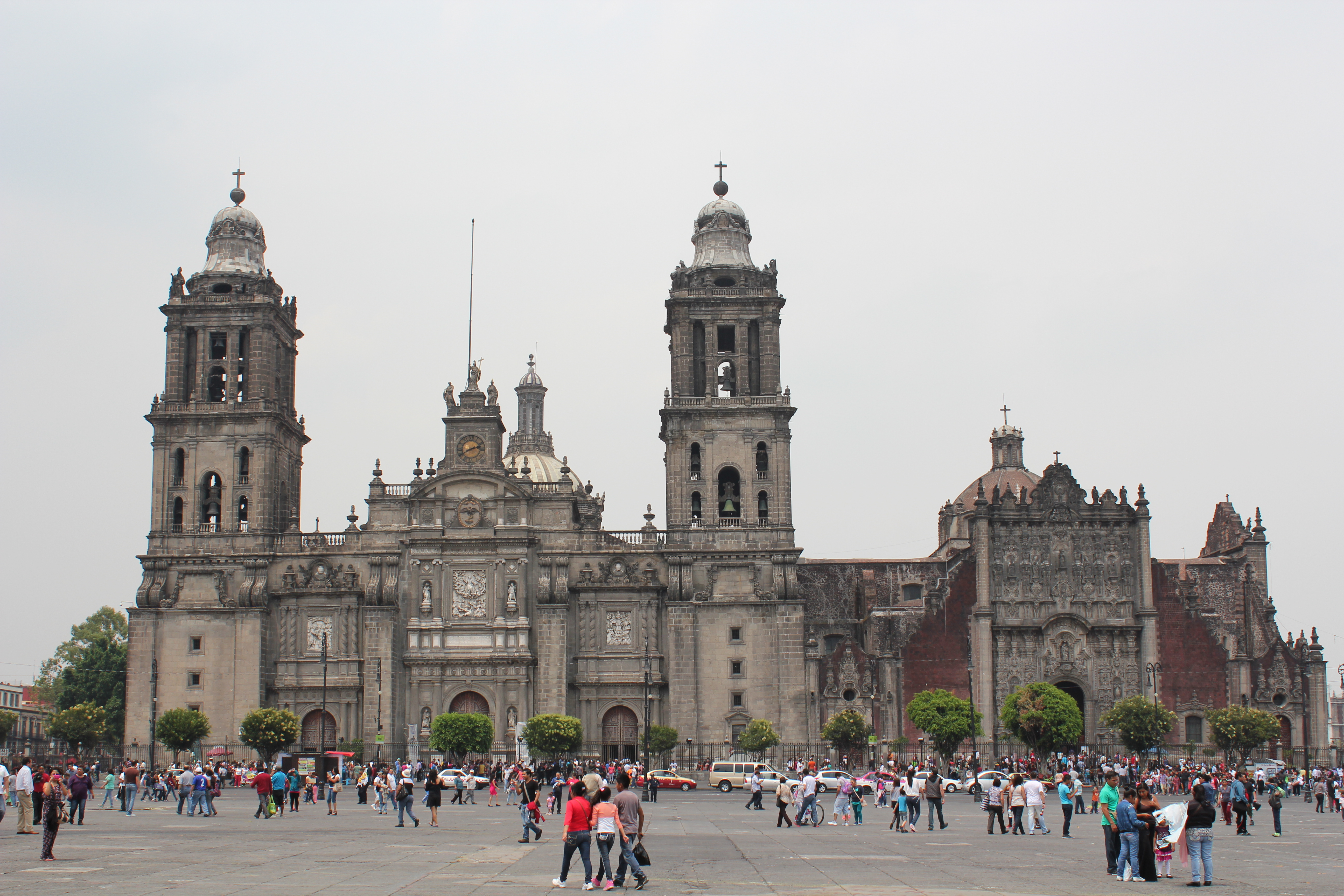
Catedral Metropolitana de la Ciudad de México, México.

Entre sus publicaciones destaca la obra Los libros de polifonía de la Catedral de México. Estudio y catálogo crítico, en 2 volúmenes, editada en 2012 en Madrid, por la Sociedad Española de Musicología y la Universidad de Jaén. La crítica especializada destacó el importante significado de esta publicación, comenzando por los aspectos cuantitativos. Según Gina Allende Martínez (Pontificia Universidad Católica de Chile), “se configura una fuente de consulta muy completa y actualizada respecto de los 22 libros de polifonía de la Catedral de México, puesta al servicio de otros investigadores que quieran realizar sus trabajos en alguno de los aspectos señalados por el autor en su catalogación”.[20] Según Juan Francisco Sans (Universidad Central de Venezuela), “El fondo musical de la Catedral de México constituye probablemente uno de los más grandes de Hispanoamérica, con más de 4.500 obras, entre impresos o manuscritos copiados en libros de coro o en papeles sueltos”, mientras que Paulo Castagna (Universidade Estadual Paulista, Brasil) destaca que, “Copiados entre inícios do século XVII e fins do século XVIII, os códices estudados contém 563 obras de 21 autores identificados, além de várias peças com autoria não identificada”.

Además de los aspectos cuantitativos, los críticos señalan que esta publicación esclareció aspectos importantes relacionados con la actividad musical en Hispanoamérica. Según Paulo Castagna, “Impressiona, entre outros, o inventário de 1589, com 208 itens originais (desdobrados em 331 por Javier Marín), que demonstra o grau de envolvimento na prática musical polifônica que já existia na Catedral do México, na mesma época em que Giovanni Pierluigi da Palestrina (1525-94) fixava o estilo musical que o Vaticano iria definir, pela primeira vez na história, como a sonoridade polifônica oficial da Igreja Católica.” Esta conclusión fue ampliada por Juan Francisco Sans, que informa que “Marín López constata que la misa Aeterna Christi muñera de Palestrina fue transmitida primeramente en fuentes del Nuevo Mundo”. El mismo autor, sin embargo, destaca que la publicación de Marín López destaca la gran interrelación de las obras polifónicas en la liturgia novohispana y su larga duración:
“Allende las fichas de cada obra y las referencias cruzadas, el autor propone un estudio y análisis del repertorio que lo vincula con las prácticas musicales de una época, con su función litúrgica, con sus aspectos performativos, con su difusión y recepción. Quizá su contribución más relevante en este sentido sea precisamente la constatación de cómo en función litúrgica (una misa o una hora canónica) convergía un ecléctico repertorio de obras, de estilos, épocas y lugares diferentes, siempre vigentes a pesar de su relativa antigüedad. La articulación de disímiles obras en canto llano, polifonía, lengua vulgar (villancicos o tonos), a órgano o con ministriles, formaba parte de un muy complejo entramado musical, del cual los maestros de capilla estaban apercibidos. Este hecho resulta una clave fundamental para la comprensión e interpretación de esta música. Se trataba de un repertorio aditivo (la expresión es mía) que llevó ya en el siglo XVIII a una extensión temporal extraordinaria de las funciones litúrgicas (hasta de cuatro horas), en nada diferente por cierto a las prácticas musicales de la contraparte protestante, representada en oratorios de extrema duración.” (Juan Francisco Sans, Universidad Central de Venezuela)

### Actividades de gestión
Entre 2013 y 2021 fue editor de la Revista Musicología, publicación semestral de la Sociedad Española de Musicología, de la que es vicepresidente desde enero de 2022. Trabaja como consultor de varias editoriales y revistas de musicología y actualmente forma parte del comité científico de los Cuadernos de Iconografía Musical (UNAM). Es miembro asesor del subcomité del New Grove Dictionary of Music of Musicians para el siglo XVII.

## Colaboración interinstitucional
Es miembro de varios proyectos españoles de I+D+i (Investigación, Desarrollo e Innovación Tecnológica) y miembro de la Sociedad Española de Americanistas, de la Sociedad Española de Musicología, de la Sociedad Americana de Musicología, de la Sociedad Internacional de Musicología, de la Asociación Regional para América Latina y el Caribe (ARLAC/IMS), de la Comisión de Trabajo "Música y Estudios Americanos" (MUSAM/SEdeM, por él fundada y dirigida desde 2016) y de la Sección de Música del Instituto de Estudios Giennenses (Diputación Provincial de Jaén). Entre 2019 y 2022 fue integrante del Consejo Estatal de las Artes Escénicas y de la Música y del Consejo Artístico de la Música del Ministerio de Cultura y Deporte, Gobierno de España.

## Premios
En 2010 recibió el VII Premio Latinoamericano de Musicología “Samuel Claro Valdés”, otorgado por el Instituto de Música de la Pontificia Universidad Católica de Chile y en 2011 el Diploma de Reconocimiento a la Divulgación Científica, otorgado por la Universidad de Jaén por su trabajo como programador del Festival de Música Antigua de Úbeda y Baeza. En 2019 fue galardonado con uno de los IV Premios de Música de la Provincia de Jaén (Modalidad: Música Clásica) que otorga el diario Viva Jaén, y en 2021 fue reconocido con la Medalla al Mérito de la Real Academia de Bellas Artes de Granada.